# Castello di Veltrusy
Il castello di Veltrusy (o castello di Nelahozeves) è situato nell'omonima cittadina della Boemia, parte della Repubblica Ceca. Esso è sito oltre la sponda occidentale della Moldava, il principale fiume ceco, che bagna anche la capitale Praga. Da Praga, il castello dista circa 20 chilometri in direzione nord.
Il castello fu costruito nel 1754 su progetto dell'architetto František Kaňka per conto del conte Wenzel Chotek di Chotkow e Wognin.
All'interno vi è una collezione privata della famiglia Lobkowicz, in cui sono conservate opere di grandi artisti, tra i quali Veronese, Canaletto, Rubens e Velázquez, oltre che manoscritti e libri. L'opera più importante è però Fienagione di Pieter Bruegel il Vecchio.
È nei pressi di questo castello che nacque il compositore Antonín Dvořák.

## Galleria d'immagini

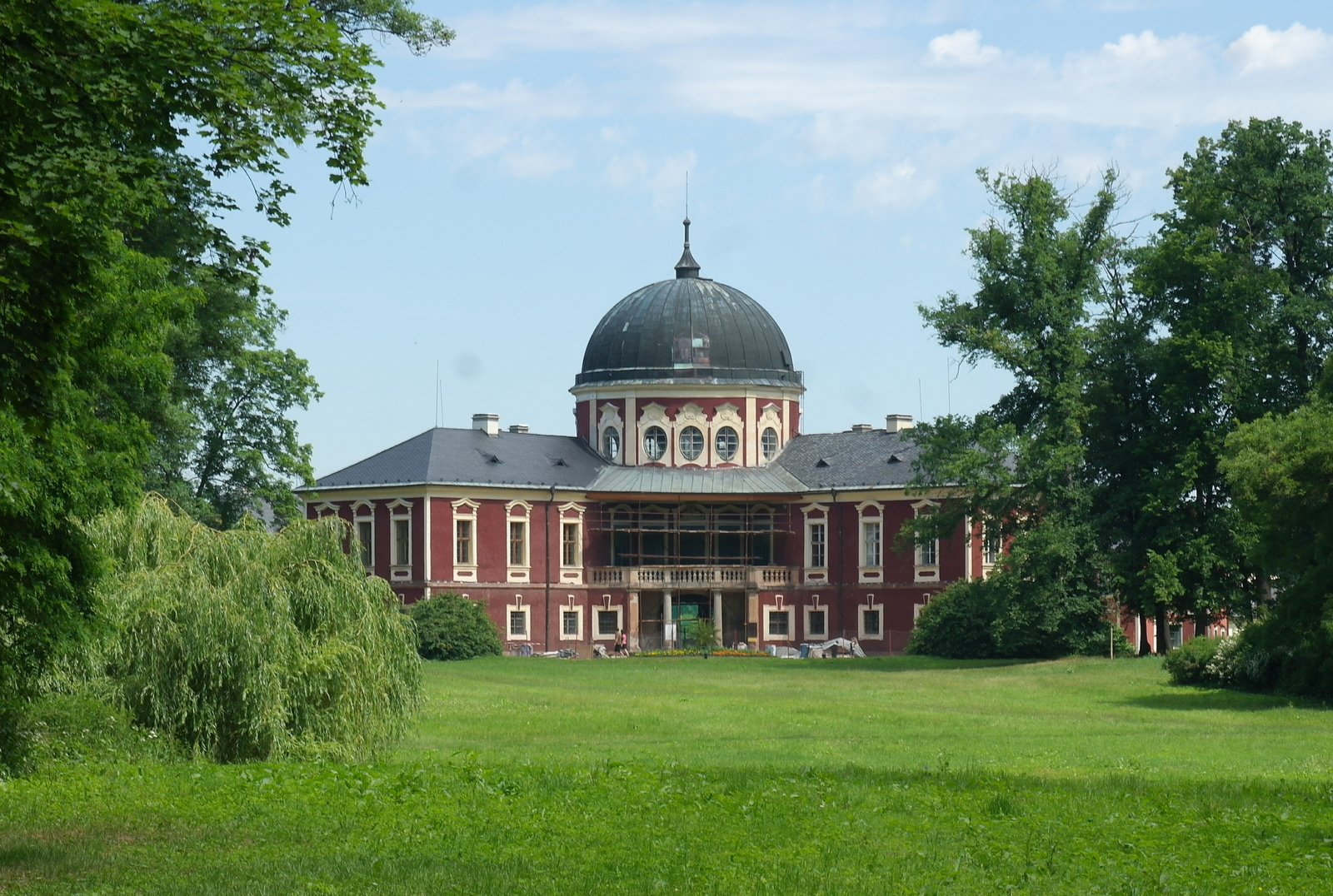
Il castello di Veltrusy
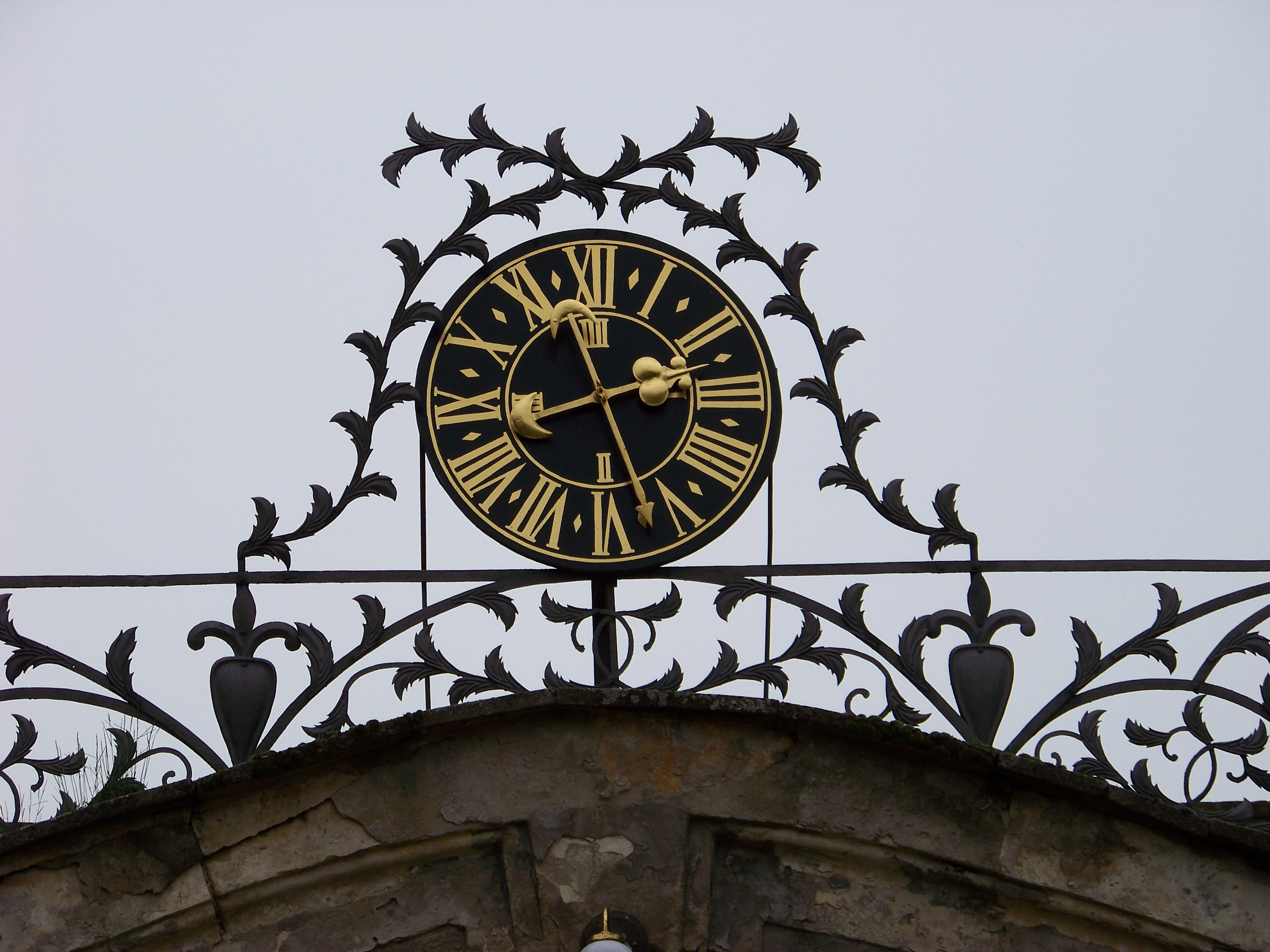
Orologio in facciata
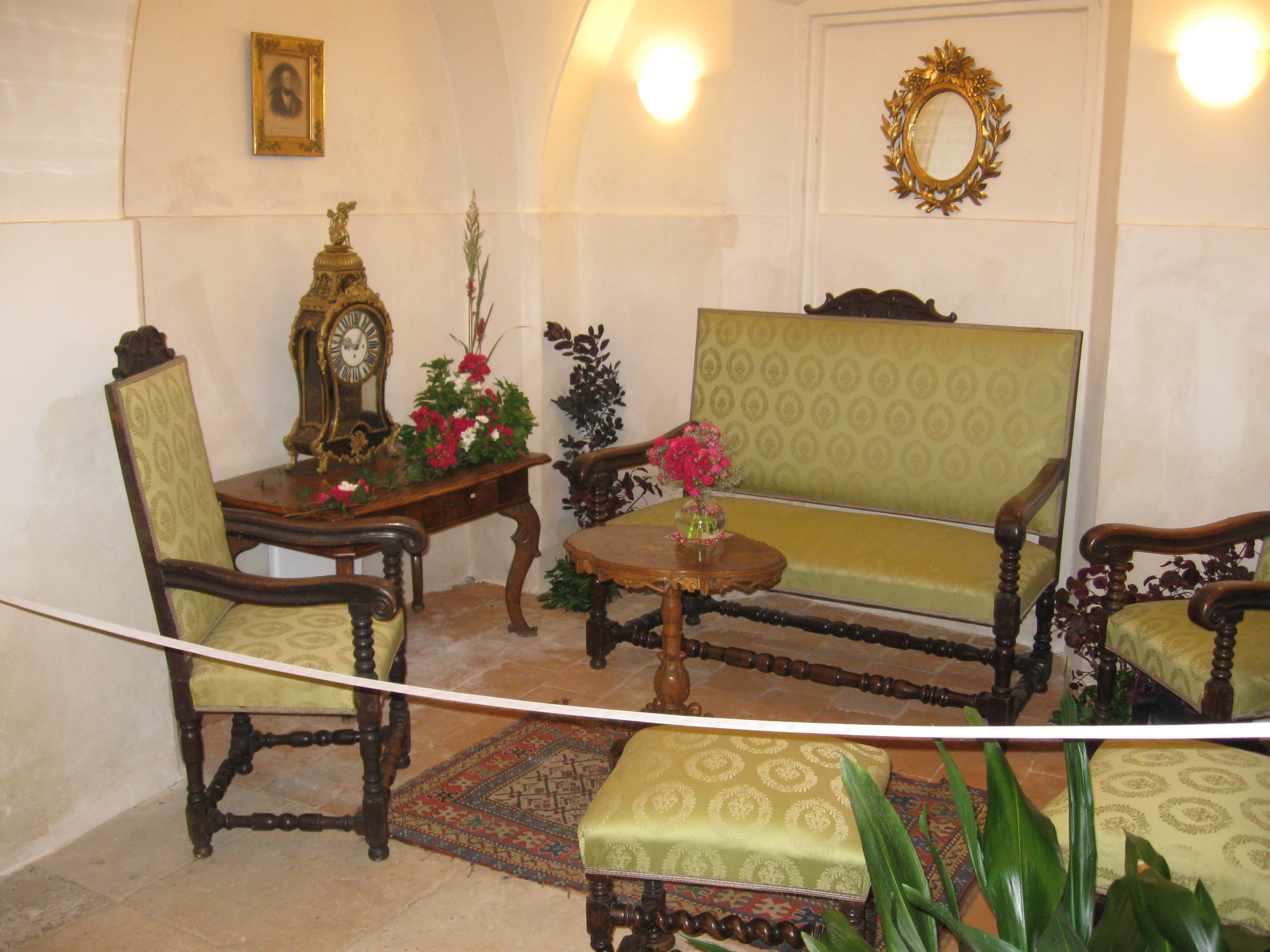
Veduta di un interno con mobilia antica
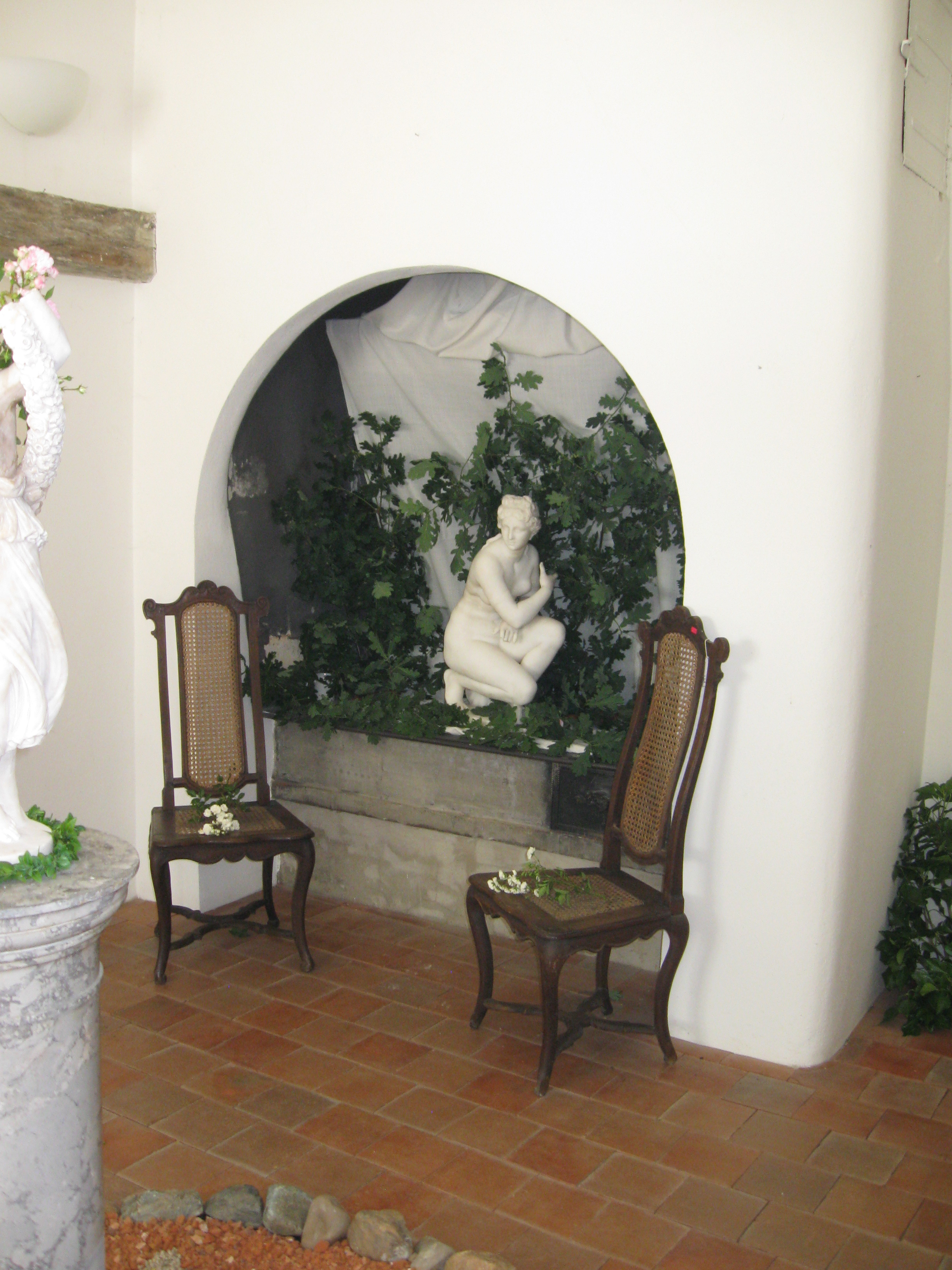
Sculture in esposizione
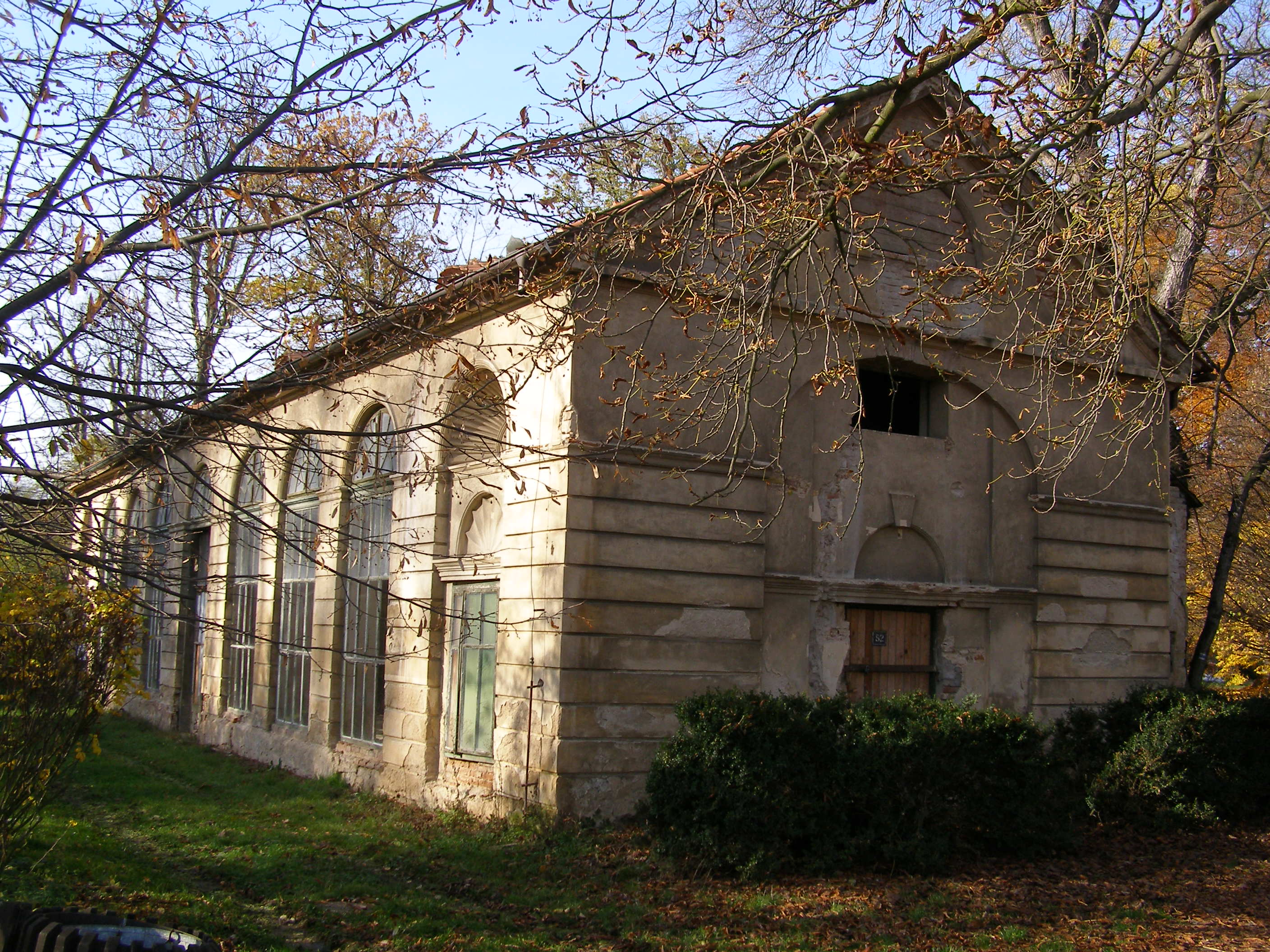
L'orangerie nel parco
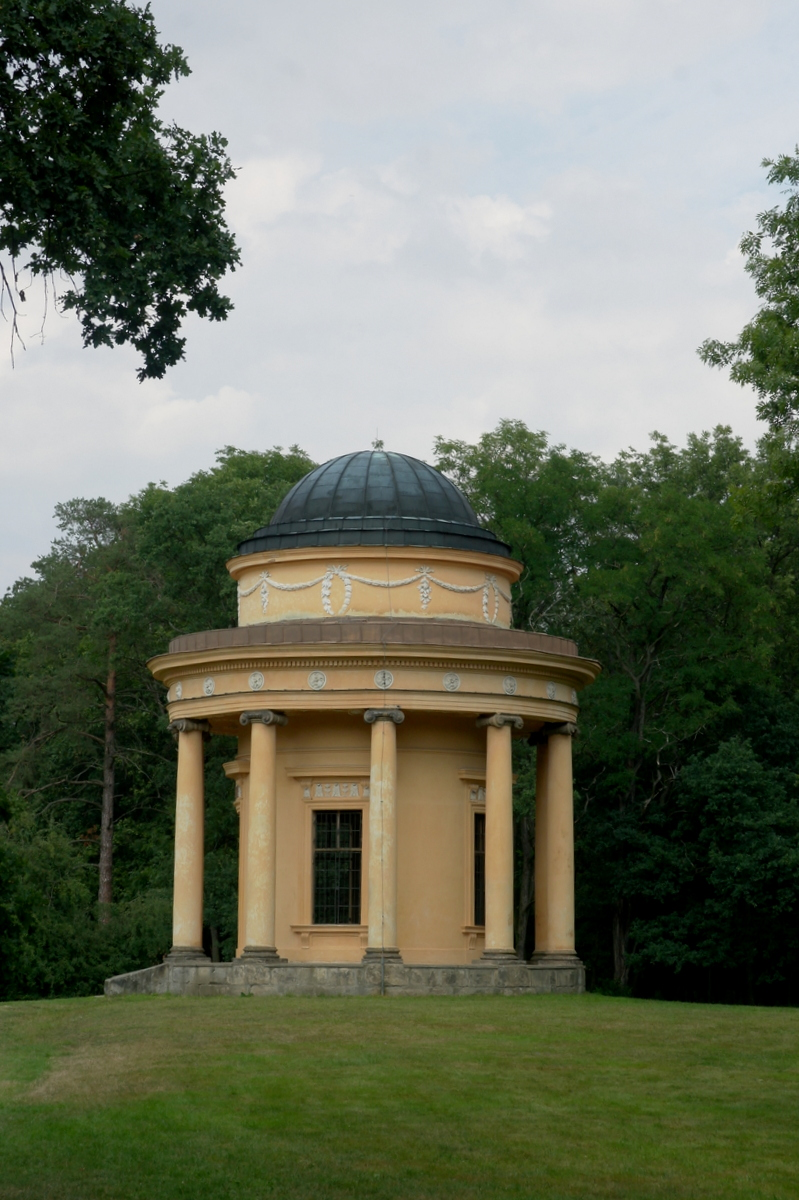
Tempietto a pianta centrale nel parco
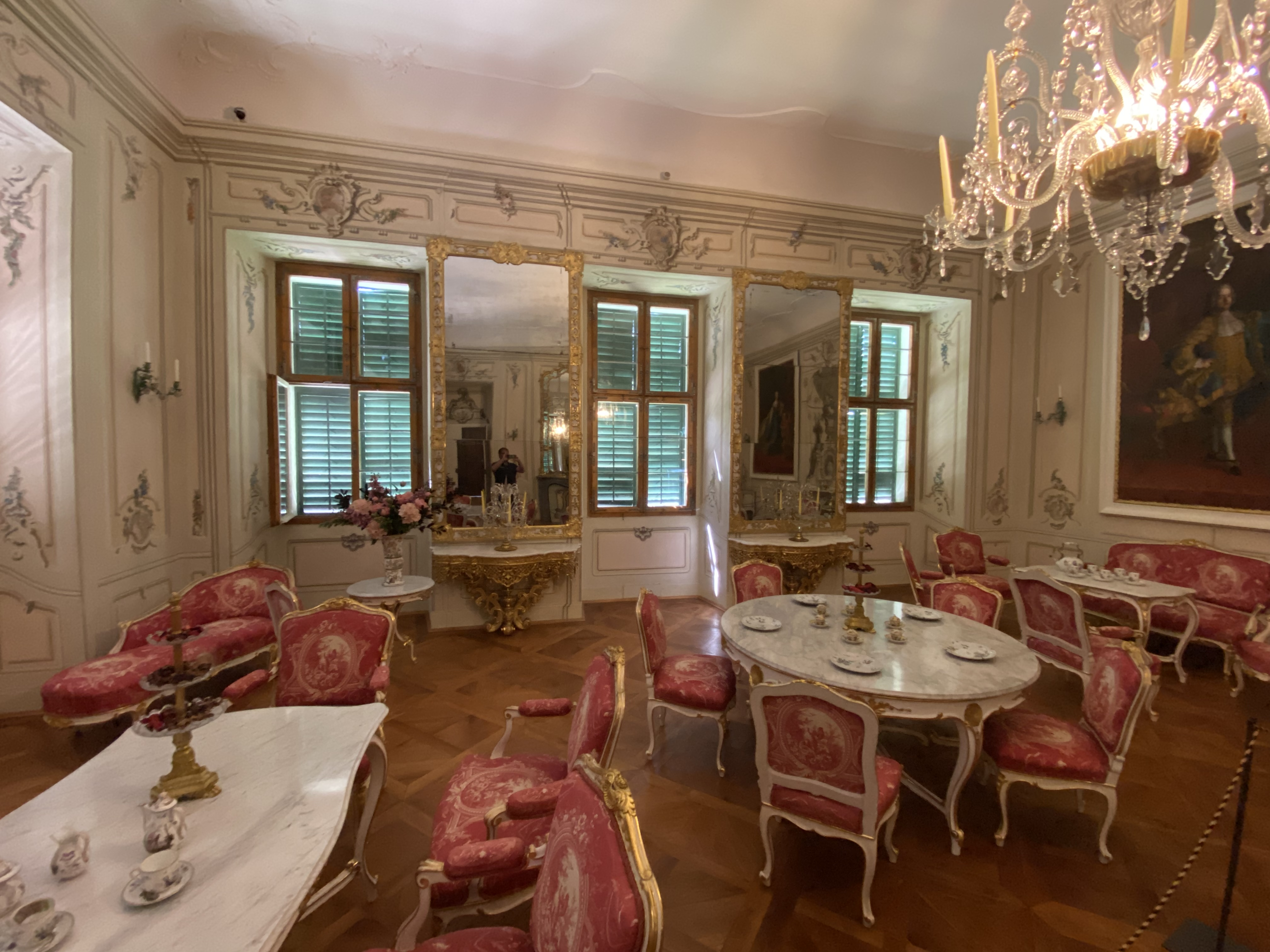
Interno del castello
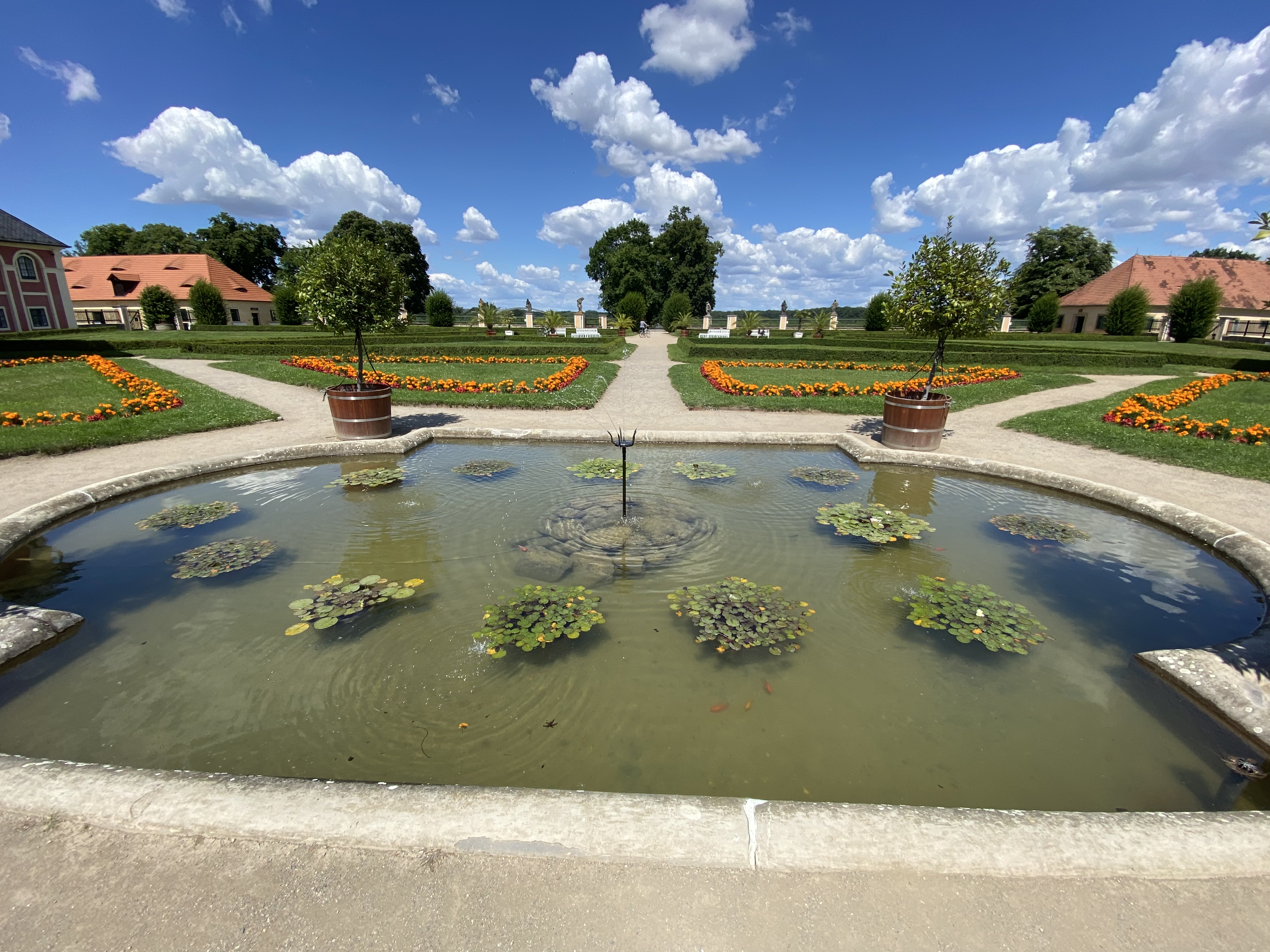
Parco del castello
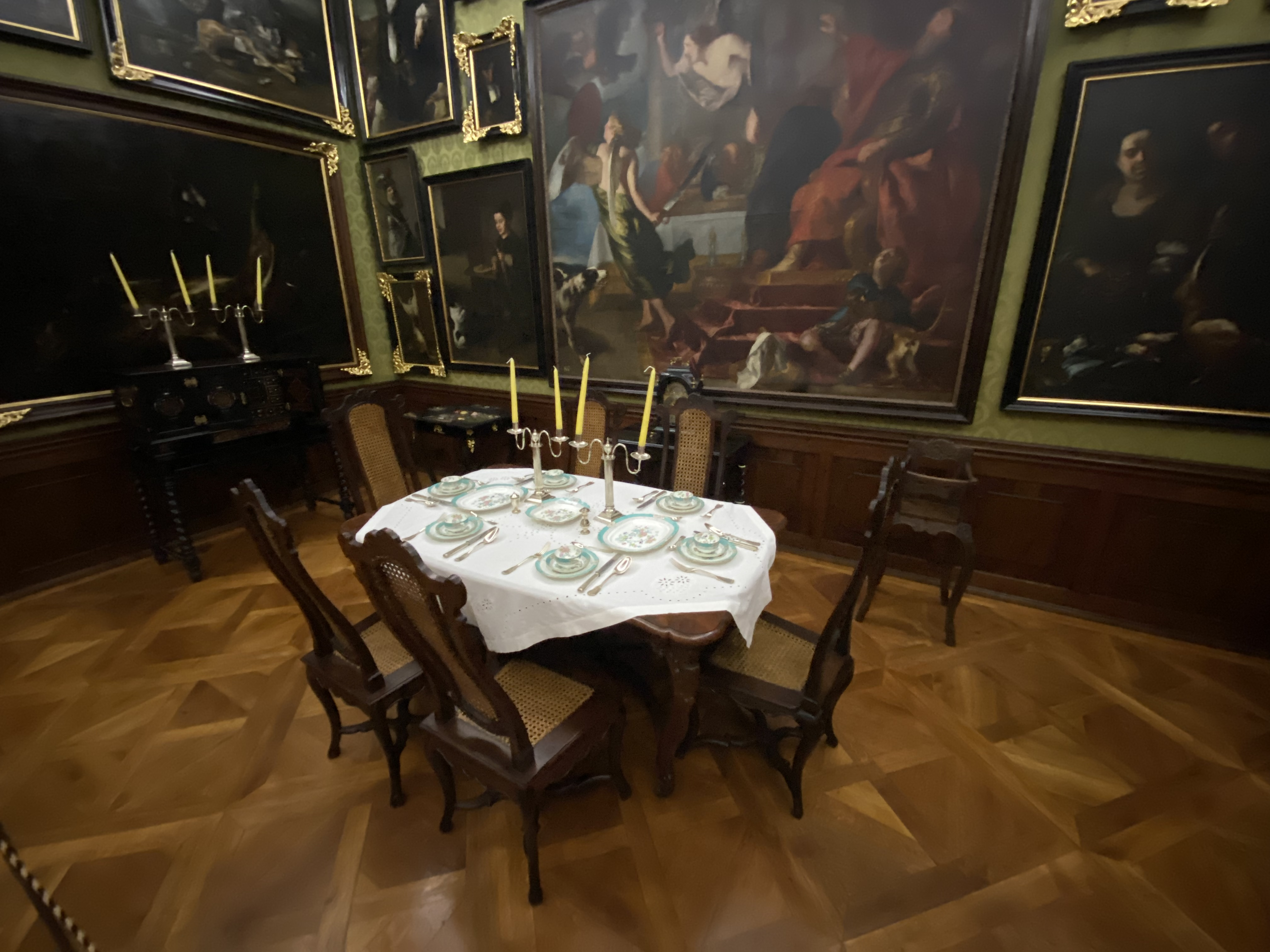
Interno del castello
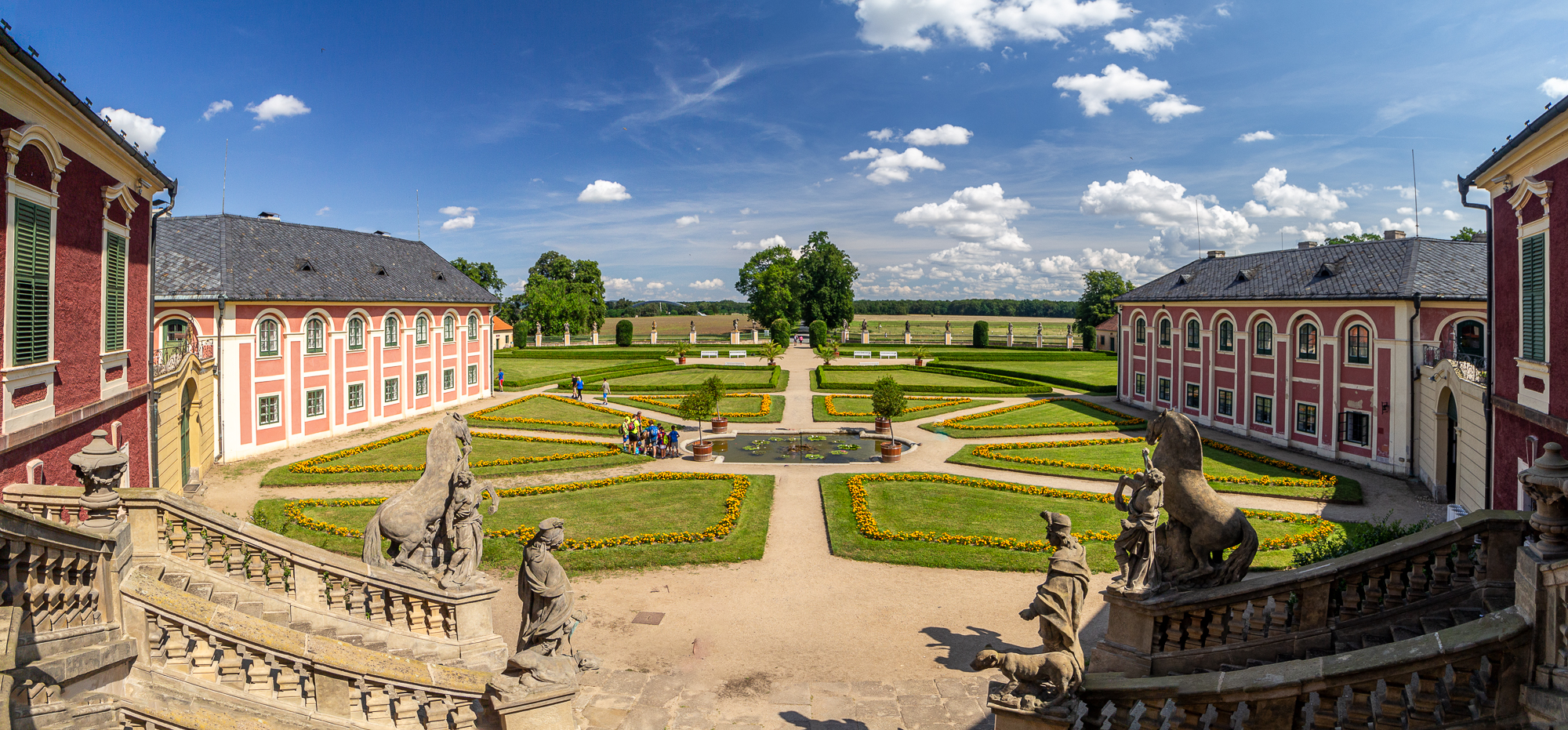